# Anne Hobbs
Anne Hobbs (* 21. August 1959 in Nottingham) ist eine ehemalige britische Tennisspielerin.

## Karriere
Anne Hobbs gewann in ihrer Tenniskarriere insgesamt zwei Einzel- und acht Doppeltitel auf der WTA Tour. Außerdem spielte sie für Großbritannien im Wightman Cup und im Federation Cup.
Sie erreichte mit ihrer Doppelpartnerin Wendy Turnbull zweimal das Finale eines Grand-Slam Turniers. 1983 verloren sie das Endspiel der Australian Open gegen die Paarung Martina Navrátilová/Pam Shriver mit 4:6, 7:6, 2:6 und 1984 das Finale der US Open ebenfalls gegen Navrátilová/Shriver mit 2:6, 4:6.
1987 erreichte sie an der Seite von Andrew Castle das Finale der Australian Open im Mixed, in dem sie Zina Garrison und Sherwood Stewart mit 3:6, 7:65, 6:3 unterlagen.

## Turniersiege

### Einzel
| Nr. | Datum             | Turnier      | Kategorie | Belag           | Finalgegnerin | Ergebnis      |
| --- | ----------------- | ------------ | --------- | --------------- | ------------- | ------------- |
| 1.  | 14. Februar 1983  | Indianapolis | WTA       | Teppich (Halle) | Ginny Purdy   | 6:4, 6:7, 6:4 |
| 2.  | 15. Dezember 1985 | Auckland     | WTA       | Rasen           | Louise Field  | 6:3, 6:1      |

### Doppel
| Nr. | Datum             | Turnier    | Kategorie | Belag     | Partnerin       | Finalgegnerinnen                 | Ergebnis      |
| --- | ----------------- | ---------- | --------- | --------- | --------------- | -------------------------------- | ------------- |
| 1.  | 13. Juni 1982     | Birmingham | WTA       | Rasen     | Jo Durie        | Rosie Casals Wendy Turnbull      | 6:3, 6:2      |
| 2.  | 23. Mai 1983      | Berlin     | WTA       | Sand      | Jo Durie        | Claudia Kohde-Kilsch Eva Pfaff   | 6:4, 7:6      |
| 3.  | 21. August 1983   | Eastbourne | WTA       | Rasen     | Andrea Jaeger   | Rosalyn Fairbank Candy Reynolds  | 6:4, 5:7, 7:5 |
| 4.  | 20. November 1983 | Brisbane   | WTA       | Rasen     | Wendy Turnbull  | Pam Shriver Sharon Walsh         | 6:3, 6:4      |
| 5.  | 27. November 1983 | Sydney     | WTA       | Rasen     | Wendy Turnbull  | Hana Mandliková Helena Suková    | 6:4, 6:3      |
| 6.  | 23. Januar 1984   | Denver     | WTA       | Hartplatz | Marcella Mesker | Sherry Acker Candy Reynolds      | 6:2, 6:3      |
| 7.  | 20. Mai 1984      | Berlin     | WTA       | Sand      | Candy Reynolds  | Kathy Horvath Virginia Ruzici    | 6:3, 4:6, 7:6 |
| 8.  | 15. Dezember 1985 | Auckland   | WTA       | Rasen     | Candy Reynolds  | Lea Antonoplis Adriana Villagrán | 6:1, 6:3      |